# 61-ва Стрямска механизирана бригада
61-ва Стрямска механизирана бригада е наследник на бойните традиции на 28-и Стремски полк, 21-ви Средногорски полк и 11-а танкова бригада. Началото е поставено през 1903 година, когато Народното събрание приема нов закон за устройството на Въоръжените сили (за сведение първият закон за въоръжените сили в българското княжество е приет през 1891 г. от НС). На базата на него е издаден Указ № 84 от 29 декември 1903 г., подписан от княз Фердинанд, чрез който създаденият в Хасково Четвърти резервен полк – се преименува в Двадесет и осми пехотен стремски полк.
На 18 май 1904 година той се дислоцира в Карлово, има състав около 3500 щата

## История
Годините, предшестващи Балканската война, преминават в организационното израстване и укрепване на полка. Балканската война е исторически изпит за патриотизма на българите.
Мобилизацията в България е обявена на 17 септември 1912 година, а бойното кръщение на 28-и Стремски пехотен полк става на 5 – 6 октомври в срещни боеве с авангарда на Кърджалийския турски корпус на Явер паша. За три дни жестоки и кръвопролитни боеве Стремци достигат до Кърджали и съвместно с 45-и пехотен полк освобождават града. По-късно полкът взема участие при отблъскването на отчаяния щурм на обкръжения Одрински гарнизон при село Куинлъ. Стремци се сражават и на Галиполския полуостров, полагайки много сили и героизъм за освобождаването на град Родосто. Падането на непревземаемата Одринска крепост слага точката на Балканската война.
Бойният път на Стремци по време на Междусъюзническата война през 1913 година преминава през сражението при Криволак, Рупелското дефиле, боя при Бояз тепе, Занога. Навеки в славната летопис на полка остават боевете при Удова, Градец, Орло баир. Те са записани в аналите на военната история под името „Сражението при Криволак“. В него е разгромена елитната сръбска Тимошка дивизия. За тази си победа 28-и Стремски пехотен полк получава прозвището „железният полк“.
В годините на Първата световна война участието на полка е белязано с бойните му действия на 3 – 4 ноември 1915 година при село Орманли срещу англо-френските сили. След тази героична победа полкът прекарва зимата в село Хасанли и през месец февруари 1916 година заема позиция по скалистите височини северно от Дойранското езеро. Падането на връх Каймакчалан и преминаването на противника през река Черна през есента на същата година кара Втора пехотна Тракийска дивизия да заеме позиция край големия завой на река Черна. В историята на полка паметни остават дните от 13 октомври до 28 ноември 1916 година, когато с кръвта на много герои е написана епопеята при Завоя на Черна.
Бойният път на Стремци минава през отбраната на Маргара и горнилото на Добро поле, отбраната на връх Орел и височината Змеица. Кулминацията на бойните действия настъпва на 16 септември. Отбраната е пробита и Втора Тракийска дивизия трябва да се оттегли с бой от заеманата полоса. На 28-и пехотен Стремски полк се пада честта да задържи противника и да прикрива организираното изтегляне на дивизията.
През 1920 година 28-и пехотен Стремски полк е разформирован. Личният състав е придаден на 27-и чепенски полк като дружина. В района на поделението остава да действа ликвидационен щаб.
С указ на цар Борис III от месец юни 1939 година 28-а Стремска дружина се изважда от състава на 27-и Чепенски полк и се включва в новосформирания 23-ти Шипченски полк. Тя взема активно участие във Втората фаза на Отечествената война 1944 – 1945 г.

### По-важни исторически събития
- Със заповед № 00400/2 октомври 1992 г. на Министъра на отбраната на Република България е формирано управление на 61-ва механизирана бригада и 1-ви механизиран батальон, дислоцирани в Карлово с военно пощенски номер 34750 и подчинени на КСВ.
- На 17 декември 1993 г. започва попълването на бригадата с въоръжение и техника.
- С министерска заповед № 82/6 декември 1995 г. е формиран СУЦ /Специализиран учебен център/ за подготовка на войски за участие в омиротворителни операции и учения по инициативата „Партньорство за мир“.
- На празника на Сухопътни войски с МЗ № ОХ-857/19 ноември 1998 г. на 61-ва механизирана бригада е присвоено наименованието Стрямска, като наследник на бойните традиции на Двадесет и осми пехотен стремски полк, Двадесет и първи пехотен средногорски полк и единадесета танкова бригада.
- С МЗ № ОХ-296/27 април 1999 г. на командира на бригадата полковник Йордан Тодоров Йорданов е връчено първото бойно знаме от Началника на ГЩ генерал Михо Михов.
- През 2000 г. се получават машини МТ-ЛБ-У, предназначени за Полевата интегрирана комуникационна информационна система (ПИКИС). През същата година в завод „АРМЕТЕКС“ в гр. Пловдив започва монтирането на радиостанции „ХАРИС“, сървъри и компютри „ЛАРИМАРТ“ на 38 бр. МТ-ЛБ-У съгласно договор по проект „ПИКИС“.
- Със заповед № 352/16 октомври 2000 г. на командира на бригадата първите жени военнослужещи полагат военна клетва на площад „20-и юли“ в гр. Карлово.

## Структура
Бригадата е дислоцирана в три гарнизона: Карлово, Казанлък и Плевен.

Състои се от:
 
- Управление:

командване
щаб
- Бойни подразделения:

три механизирани батальона
- Подразделения за бойна поддръжка:

Батальон за защита на силите
ISTAR батальон
Самоходен артилерийски дивизион
Зенитно ракетен дивизион
- Осигуряващи подразделения:

батальон за логистично осигуряване
щабен батальон
- Рота военна полиция
- Военен духов оркестър

## Задачи
в мирно време: 
- Поддържа постоянна бойна и мобилизационна готовност;
- Провежда подготовка и поддържа готовност за участие в многонационални учения и мисии.

В условия на кризи:
- Оказва помощ на населението при стихийни бедствия и промишлени аварии;
- Провежда действия, адекватни на кризата.

При военен конфликт:
- Демонстрира сила и решителност, адекватни на заплахата;
- Участва в отбраната на националната територия.

В мироподдържащи операции:
- Участва в подготовката на контингенти за участие в операции и мисии извън територията на страната в подкрепа на международния мир и сигурност.

## Участие в мисии и международни учения
61-ва механизирана бригада е подготвила и участвала в мисии с:
- четири пехотни батальона за следвоенно възстановяване на Ирак;
- две роти за Босна и Херцеговина;
- три роти за участие в операцията на Международните сили за поддържане на сигурността в Афганистан – ISAF – Кабул;
- осем роти за участие в операцията на Международните сили за поддържане на сигурността Афганистан – ISAF –Кандахар.
- четири оперативни групи за обучение и връзка/OMLT/ в Афганистан

Меджународни учения 

Бригадата взима участия в основните учения на НАТО. В историята на формированието влизат редица учения по програмата „Партньорство за мир“:
- „Cooperative effort“ в Република Македония, септември 1998 г.;
- „Strong Resolve“ – Испания, 1998 г.;
- „Cooperative partner“ – Румъния, май 1998 г.;
- „Прометеус 99“ – Гърция, юни 1999 г.;
- „Cooperative best effort“ – Канада, юни 1999 г.;
- „Синият Дунав“ – август 1999 г.;
- „Седем звезди“ – септември 2000 г.
- „Крайъгълен камък“ – юни-август 2002 г.снайпер-Ново Село
- Участие в командно-щабните учения „United step 2003“ и „United step 2004“ в гр. Сенелагер, Германия с щаб на батальон с 40 военнослужещи;
- Участие в свързочно учение „Combined endeavor 2004“ и „Combined endeavor 2005“ – Ново Село;
- „Евразийска звезда 2007“ в Република Турция.
- „Black Sea Rotational Force 2013 (BSRF-13)“ – юли 2013
- „Black Sea Rotational Force 2014 (BSRF-14)“ – август 2014

## Формирования за овладяване и/или преодоляване на последствията при бедствия
61-ва Стрямска механизирана бригада разполага с формирования за овладяване и/или преодоляване на последствията при бедствия на територията на страната. За целта се поддържат в готовност различни екипи според предназначението:
- За ликвидиране на последствия при авария в АЕЦ Козлодуй.
- За действие при промишлени аварии.
- За гасене на пожари.
- За действие при наводнения.
- За действие при зимни условия.
- За разузнаване и унищожаване на невзривени боеприпаси.

## Модерна ера
На учредително събрание, проведено на 15 януари 2009 г., в град Карлово се създаде ВСК „СТРЯМЦИ-61“, който за кратко време постигна следните резултати:
- Първо място на държавното военно първенство по футбол за мъже – Сливен.
- Първо място на Общоармейското първенство по волейбол за мъже – Варна.
- Първо място в турнира по стрелба с АК-47 за купата на Началника на Щаба по подготовката на СВ за мъже – София.
- Първо място на лекоатлетическа щафета „Рекорд“ –Пловдив.
- Първо място в шампионата по футбол за купата на министъра на отбраната – София.
- Второ място в държавно военно първенство по лека атлетика за мъже и жени – Сливен.
- Второ място в турнир по тенис на маса по случай годишнината на военноморска база – Варна.
- Трето място на общоармейско първенство по военен трибой – Шумен.

През 2009 г. Министърът на отбраната открива нов медицински пункт, модерна спортна зала в района на бригадата и детска градина за децата на военнослужещите. След посещение на 10 февруари 2011 г. на Дейвид Рот Пейтър, представител на езиковия институт на Въоръжените сили на САЩ в бригадата се провежда курс по английски език от инструктори, завършили курс за инструктори DLI в Lackland Air Force Base, Тексас.
Изграждане на православен храм „Св. Мина“.

## Социални дейности
- Коледен благотворителен базар „армия на чудесата"[6]
- Коледни подаръци[7]

## Командири
1. Полковник Иван Кръстев от 2 октомври 1992 г. до 2 септември 1996 г.
2. Полковник Атанас Самандов от 3 септември 1996 г. до 8 октомври 1998 г.
3. Бригаден генерал Йордан Йорданов от 16 ноември 1998 г. до 13 юни 2002 г.
4. Бригаден генерал Галимир Пехливанов[8] от 14 юни 2002 г. до 26 май 2003 г.
5. Бригаден генерал Тодор Вангелов от 15 октомври 2003 г. до 28 февруари 2008 г.
6. Бригаден генерал Кольо Милев[9] от 1 юни 2008 г. до 15 юни 2010 г.
7. Бригаден генерал Красимир Кънев от 15 юни 2010 г. до 31 октомври 2012 г.
8. Бригаден генерал Димитър Шивиков от 1 ноември 2012 г. до 23 октомври 2015 г.
9. Бригаден генерал Груди Ангелов от 26 ноември 2015 г. до 25 ноември 2016
10. Бригаден генерал Пламен Йорданов от 25 ноември 2016 до 1 юни 2019 г.
11. Бригаден генерал Деян Дешков от 1 юни 2019 г. до 10 декември 2022 г.
12. Бригаден генерал Маргарит Михайлов от 10 декември 2022 г.